# Regionalpolitische Entwicklungsstrategien
Regionalpolitische Entwicklungsstrategien sind Maßnahmen zur Umsetzung raumwirtschaftlicher Ziele. Sie haben neoklassische Entwicklungstheorien zur Grundlage. Grundsätzlich gibt es Strategien zur räumlichen Integration sowie Strategien zur räumlichen Dissoziation.

## Integration
- Strategie der Entlastungsorte
- Strategie der Wachstumszentren
- Strategie der Entwicklungsachsen
- Strategie der Mittelzentren
- Strategie der Urban Corridors

## Dissoziation
- Agropolitan Development
- Autozentrierte Regionalentwicklung